# هئی‌هه
هئی‌هه (به چینی: 通化市) یک شهر در سطح ولایت در جمهوری خلق چین است که در استان هئی‌لونگ‌جیانگ واقع شده‌است.
منطقهٔ شهری اصلی این «شهر در سطح ولایت» بر روی رود آمور و مقابل مرز بین‌المللی با استان آمور در فدراسیون روسیه قرار گرفته است. مرکز استان آمور، شهر بلاگووشچنسک، در کرانهٔ مقابل هئی‌هه قرار دارد. 

نقشه راه‌های اصلی اطراف دو شهر هئی‌هه و بلاگووشچنسک

این دو شهر از طریق «پل ماشین‌رو بلاگووشچنسک - هئی‌هه» به هم متصل هستند. ساخت این پل در سال ۲۰۱۹ میلادی کامل شده، مسیر آن به روی کامیون‌ها در سال ۲۰۲۲ باز شده،  و در ژانویه ۲۰۲۵ نیز خودروهای مسافری از روی این پل می‌توانند رفت و آمد کنند.
این شهر و گذرگاه بین‌المللی آن،‌ از طریق آزادراه ملی G1211 به مرکز استان، شهر هاربین و سایر نقاط چین متصل است.
خط فرضی «هئی‌هه-تنگ‌چونگ» (به چینی:  黑河–腾冲线) که در مسیر مستقیم شمال‌شرقی-جنوب‌غربی کشیده می‌شود، هئی‌هه را به شهرستان تنگ‌چونگ در استان یون‌نان وصل می‌کند. شهر هئی‌هه در نقطه پایان شمال‌شرقی این خط می‌باشد. کاربرد این خط فرضی پر استفاده این است که نشان دهد که کشور چین به دو منطقهٔ شرقی و غربی تقسیم شده است، بطوری که منطقهٔ غربی شامل ۵۷٪ مساحت چین می‌شود اما تنها ۶٫۲٪ از جمعیت این کشور (حدود ۹۰ میلیون نفر) را دارا می‌باشد، اما منطقهٔ شرقی ۴۳٪ از مساحت کشور و ۹۳٫۸٪ از جمعیت چین را دارا می‌باشد.

## خصوصیات
هئی‌هه ۵۴٬۳۹۰ کیلومترمربع مساحت و ۱٬۶۷۳٬۸۹۸ نفر جمعیت دارد.

## خواهرخوانده
شهر بلاگووشچنسک خواهرخواندهٔ هئی‌هه هست.

## شهرها و شهرستان‌ها
|                                     |            |                 |            |                      |             |  |  |  |  |  |
| نام                                 | حروف چینی  | پین‌یین          | جمعیت-۱۳۹۹ | مساحت (کیلومتر مربع) | تراکم جمعیت |  |  |  |  |  |
| منطقه آی‌هوی                         | 爱辉区     | Àihuī Qū        | ۲۲۳٬۸۳۲    | ۱۴٬۳۷۲٫۵۴            | ۱۵٫۵۷       |  |  |  |  |  |
| شهر بئی‌آن (شهر در سطح شهرستان)      | 北安市     | Běi'ān Shì      | ۳۰۸٬۲۳۷    | ۷٬۱۹۲٫۹۹             | ۴۲٫۸۵       |  |  |  |  |  |
| شهر نن‌جیانگ (شهر در سطح شهرستان)    | 嫩江市     | Nènjiāng Shì    | ۳۵۵٬۵۲۸    | ۱۵٬۲۲۱٫۴۳            | ۲۳٫۳۷       |  |  |  |  |  |
| شهر وودالیان‌چی (شهر در سطح شهرستان) | 五大连池市 | Wǔdàliánchí Shì | ۲۴۳٬۲۸۳    | ۸٬۷۴۵٫۰۱             | ۲۷٫۸۲       |  |  |  |  |  |
| شهرستان سون‌وو                       | 孙吴县     | Sūnwú Xiàn      | ۷۳٬۳۸۷     | ۴٬۳۱۳٫۳۶             | ۱۷٫۰۱       |  |  |  |  |  |
| شهرستان شون‌که                       | 逊克县     | Xùnkè Xiàn      | ۸۲٬۱۳۴     | ۱۷٬۰۲۶٫۷۰            | ۴٫۸۲        |  |  |  |  |  |